# Leichtathletik-Weltmeisterschaften 2009/100 m der Frauen

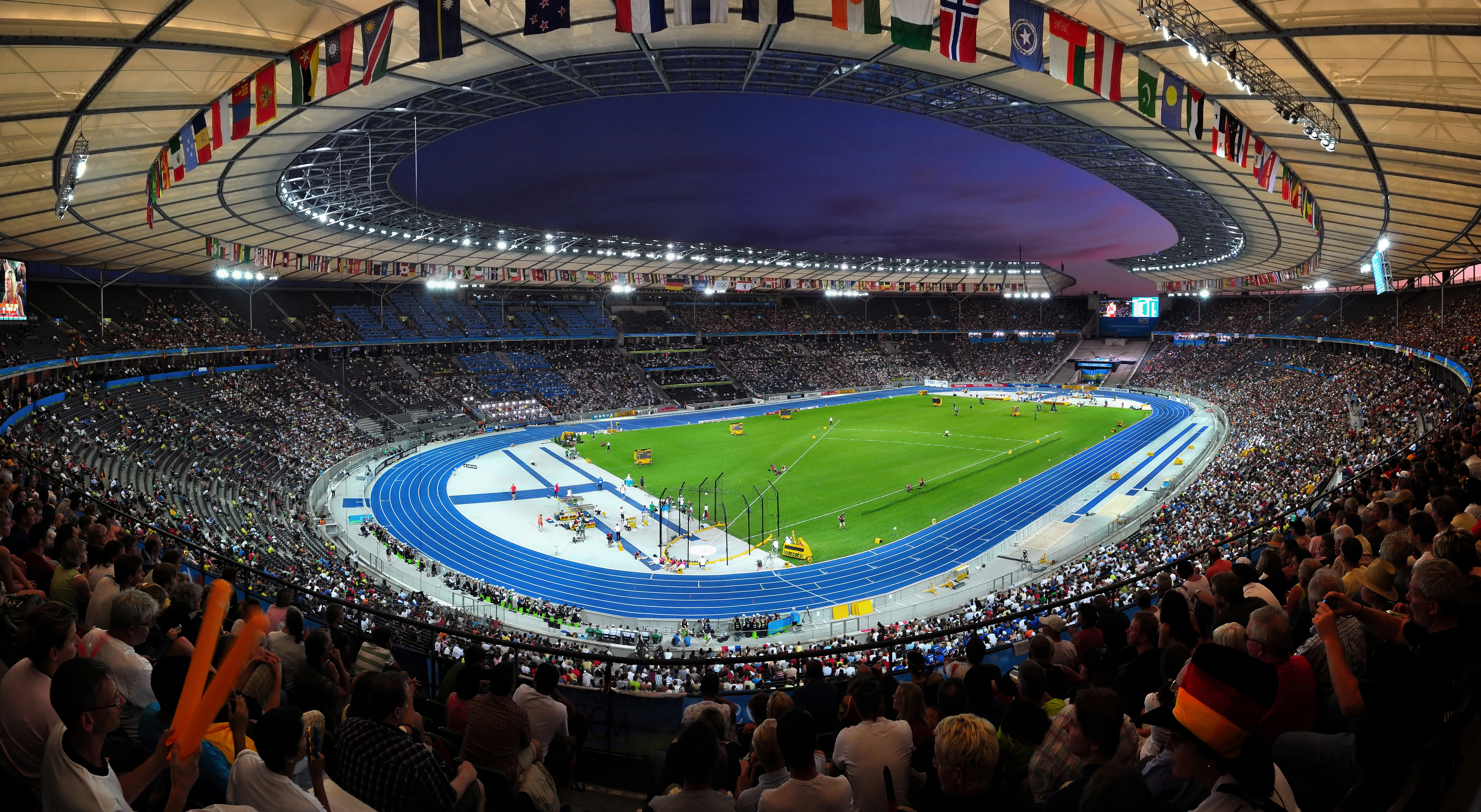
Das Berliner Olympiastadion während der Leichtathletik-Weltmeisterschaften

Der 100-Meter-Lauf der Frauen bei den Leichtathletik-Weltmeisterschaften 2009 wurde am 16. und 17. August 2009 im Olympiastadion der deutschen Hauptstadt Berlin ausgetragen.
In diesem Wettbewerb erzielten die Sprinterinnen aus Jamaika einen Doppelsieg. Weltmeisterin wurde die aktuelle Olympiasiegerin und WM-Zweite von 2007 Shelly-Ann Fraser. Sie gewann am vorletzten Tag mit der 4-mal-100-Meter-Staffel ihres Landes eine zweite Goldmedaille. Rang zwei belegte die Olympiazweite von 2008 Kerron Stewart. Sie hatte darüber hinaus 2007 WM-Silber mit der Sprintstaffel und 2008 Olympiabronze über 200 Meter errungen und war wie Shelly-Ann Fraser Mitglied der Goldstaffel ihres Landes bei diesen Weltmeisterschaften. Wie bei den letzten Weltmeisterschaften kam die US-Amerikanerin Carmelita Jeter auf den dritten Platz.

## Bestehende Rekorde
| Weltrekord               | 10,49 s | Florence Griffith-Joyner | Indianapolis, USA           | 16. Juli 1988   |
| Weltmeisterschaftsrekord | 10,70 s | Marion Jones             | WM 1999 in Sevilla, Spanien | 22. August 1999 |

Der bestehende WM-Rekord wurde bei diesen Weltmeisterschaften nicht eingestellt und nicht verbessert.
Es gab eine Weltjahresbestleistung und einen Landesrekord.
- Weltjahresbestleistung: 10,73 s – Shelly-Ann Fraser (Jamaika), Finale am 17. August (Wind: +0,1 m/s)
- Landesrekord: 13,75 s – Asenate Manoa (Tuvalu), 6. Vorlauf am 16. August (Wind: −0,6 m/s)

## Doping
Ruqaya Al Ghasra aus Bahrain wurden ihre über 100 Meter (ausgeschieden im Viertelfinale) und 200 Meter (ausgeschieden im Halbfinale) erzielten Resultate aberkannt, weil sich bei Nachtests der Resultate von den Olympischen Spielen 2008 ihre Probe als positiv erwies. Für zwei Jahre wurde sie gesperrt und ihre Ergebnisse der entsprechenden Jahre wurden annulliert.
Benachteiligt wurde Carol Rodríguez aus Puerto Rico. Sie wäre als Dritte des dritten Vorlaufs im Viertelfinale startberechtigt gewesen.

## Vorrunde
Die Vorrunde wurde in neun Läufen durchgeführt. Die ersten drei Athletinnen pro Lauf – hellblau unterlegt – sowie die darüber hinaus fünf zeitschnellsten Läuferinnen – hellgrün unterlegt – qualifizierten sich für das Viertelfinale.

### Vorlauf 1

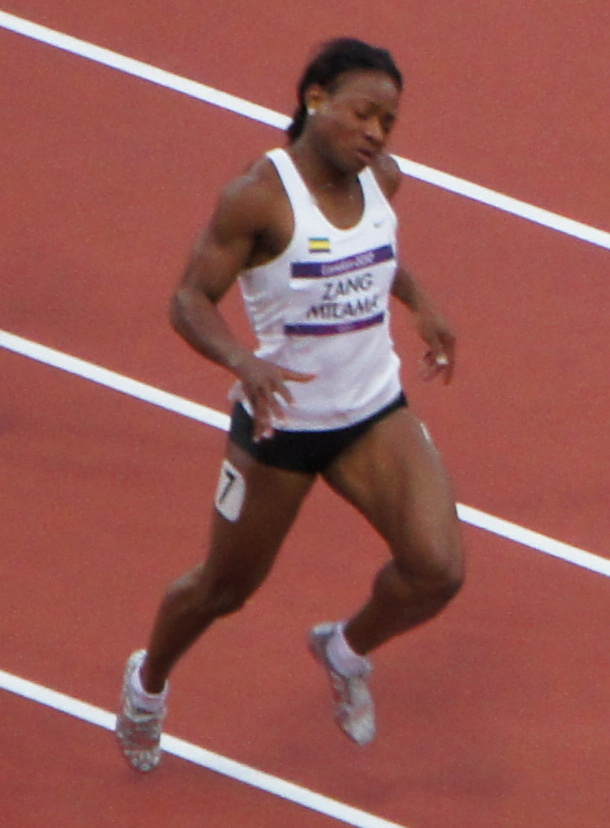
Ruddy Zang Milama – ausgeschieden als Fünfte in 11,74 s

16. August 2009, 11:55 Uhr
Wind: +0,1 m/s
| Platz | Name                       | Nation             | Zeit (s) |
| ----- | -------------------------- | ------------------ | -------- |
| 1     | Lucimar Aparecida de Moura | Brasilien          | 11,41    |
| 2     | Shelly-Ann Fraser          | Jamaika            | 11,41    |
| 3     | Marion Wagner              | Deutschland        | 11,49    |
| 4     | Yomara Hinestroza          | Kolumbien          | 11,61    |
| 5     | Ruddy Zang Milama          | Gabun              | 11,74    |
| 6     | Balpreet Kaur Purba        | Singapur           | 12,30    |
| DNS   | Yvonne Bennett             | Nördliche Marianen |          |

### Vorlauf 2

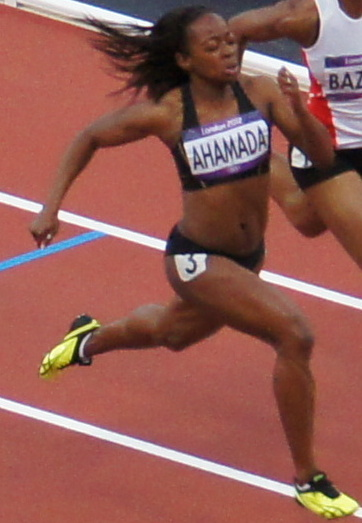
Feta Ahamada – ausgeschieden als Fünfte in 11,80 s

16. August 2009, 12:02 Uhr
Wind: −0,3 m/s
| Platz | Name              | Nation    | Zeit (s) |
| ----- | ----------------- | --------- | -------- |
| 1     | Kerron Stewart    | Jamaika   | 11,38    |
| 2     | Vida Anim         | Ghana     | 11,38    |
| 3     | Iwet Lalowa       | Bulgarien | 11,48    |
| 4     | Chisato Fukushima | Japan     | 11,52    |
| 5     | Feta Ahamada      | Komoren   | 11,80    |
| 6     | Fatou Tiyana      | Gambia    | 12,22    |
| 7     | Danah Hussein     | Irak      | 12,38    |

### Vorlauf 3

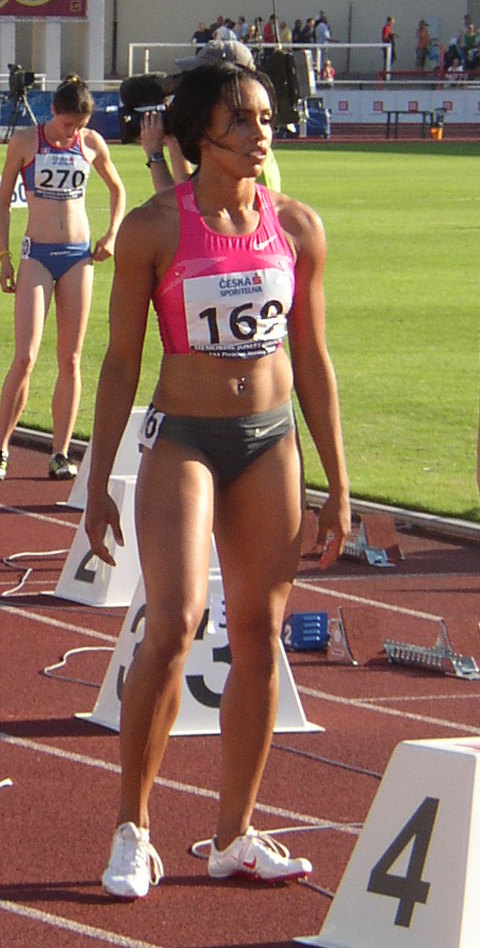
Carol Rodríguez schied nur aus, weil die gedopte Ruqaya Al Ghasra sie von einem Qualifikationsplatz verdrängte

16. August 2009, 12:09 Uhr
Wind: −0,1 m/s
| Platz | Name                | Nation              | Zeit (s)                                            |
| ----- | ------------------- | ------------------- | --------------------------------------------------- |
| 1     | Carmelita Jeter     | USA                 | 11,22                                               |
| 2     | Virgil Hodge        | St. Kitts und Nevis | 11,47                                               |
| 3     | Carol Rodríguez     | Puerto Rico         | 11,64 eigentlich für das Viertelfinale qualifiziert |
| 4     | Halimat Ismaila     | Nigeria             | 11,74                                               |
| 5     | Yah Koïta           | Mali                | 12,16                                               |
| 6     | Rosa Mystique Jones | Nauru               | 13,42                                               |
| DOP   | Ruqaya Al Ghasra    | Bahrain             | für das Viertelfinale zugelassen                    |

### Vorlauf 4
16. August 2009, 12:16 Uhr
Wind: ±0,0 m/s
| Platz | Name                     | Nation      | Zeit (s) |
| ----- | ------------------------ | ----------- | -------- |
| 1     | Debbie Ferguson-McKenzie | Bahamas     | 11,26    |
| 2     | Verena Sailer            | Deutschland | 11,29    |
| 3     | Oludamola Osayomi        | Nigeria     | 11,46    |
| 4     | Sónia Tavares            | Portugal    | 11,64    |
| 5     | Ivana Rožman             | Mazedonien  | 12,60    |
| 6     | Sorai Bella Reklai       | Palau       | 13,75    |
| 7     | Robina Muqimyar          | Afghanistan | 14,24    |

### Vorlauf 5
16. August 2009, 12:23 Uhr
Wind: −0,7 m/s
| Platz | Name                | Nation              | Zeit (s) |
| ----- | ------------------- | ------------------- | -------- |
| 1     | Aleen Bailey        | Jamaika             | 11,29    |
| 2     | Jewgenija Poljakowa | Russland            | 11,41    |
| 3     | Myriam Soumaré      | Frankreich          | 11,45    |
| 4     | Ayanna Hutchinson   | Trinidad und Tobago | 11,54    |
| 5     | Ani Chatschikjan    | Armenien            | 12,30    |
| 6     | Alice Khan          | Seychellen          | 12,64    |
| 7     | Mariama Bah         | Guinea              | 13,33    |

### Vorlauf 6
16. August 2009, 12:30 Uhr
Wind: −0,6 m/s
| Platz | Name                    | Nation                | Zeit (s) |
| ----- | ----------------------- | --------------------- | -------- |
| 1     | Veronica Campbell-Brown | Jamaika               | 11,34    |
| 2     | Ezinne Okparaebo        | Norwegen              | 11,35    |
| 3     | Semoy Hackett           | Trinidad und Tobago   | 11,36    |
| 4     | Sheniqua Ferguson       | Bahamas               | 11,57    |
| 5     | Gloria Diogo            | São Tomé und Príncipe | 11,78    |
| 6     | Philaylack Sackpraseuth | Laos                  | 12,42    |
| 7     | Asenate Manoa           | Tuvalu                | 13,75 NR |

### Vorlauf 7
16. August 2009, 12:37 Uhr
Wind: −0,5 m/s
| Platz | Name                | Nation                   | Zeit (s) |
| ----- | ------------------- | ------------------------ | -------- |
| 1     | Lauryn Williams     | USA                      | 11,36    |
| 2     | Tahesia Harrigan    | Britische Jungferninseln | 11,39    |
| 3     | Natalija Pohrebnjak | Ukraine                  | 11,54    |
| 4     | Momoko Takahashi    | Japan                    | 11,75    |
| 5     | Martina Pretelli    | San Marino               | 12,65    |
| 6     | Terani Faremiro     | Französisch-Polynesien   | 12,96    |
| 7     | Tioiti Katutu       | Kiribati                 | 14,38    |

### Vorlauf 8
16. August 2009, 12:44 Uhr
Wind: +1,1 m/s
| Platz | Name                 | Nation             | Zeit (s) |
| ----- | -------------------- | ------------------ | -------- |
| 1     | Chandra Sturrup      | Bahamas            | 11,28    |
| 2     | Anna Geflikh         | Russland           | 11,47    |
| 3     | Goʻzal Xubbiyeva     | Usbekistan         | 11,63    |
| 4     | Serafi Anelies Unani | Indonesien         | 12,05    |
| 5     | Elis Lapenmal        | Vanuatu            | 13,13    |
| 6     | Savannah Sanitoa     | Amerikanisch-Samoa | 13,23    |
| DNS   | Blessing Okagbare    | Nigeria            |          |

### Vorlauf 9

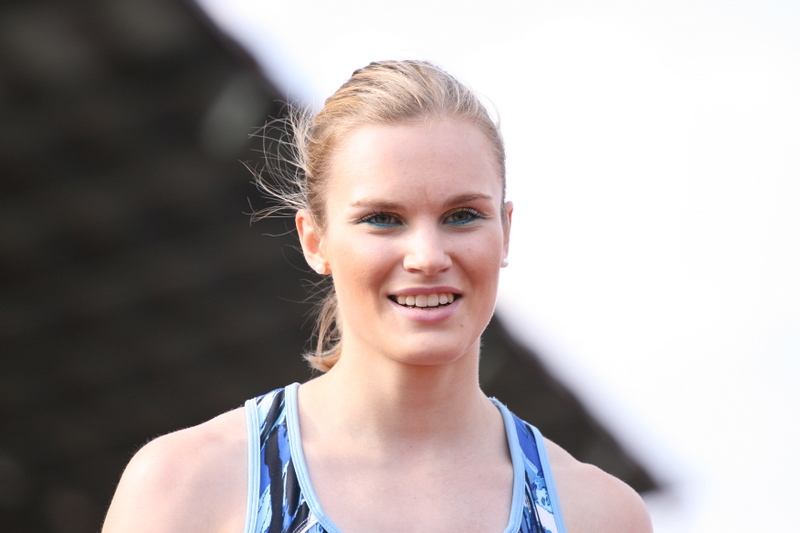
Pia Tajnikar – ausgeschieden als Fünfte in 11,88 s

16. August 2009, 12:51 Uhr
Wind: −0,5 m/s
| Platz | Name               | Nation                       | Zeit (s) |
| ----- | ------------------ | ---------------------------- | -------- |
| 1     | Kelly-Ann Baptiste | Trinidad und Tobago          | 11,42    |
| 2     | Muna Lee           | USA                          | 11,44    |
| 3     | Eleni Artymata     | Zypern                       | 11,47    |
| 4     | Courtney Patterson | Amerikanische Jungferninseln | 11,88    |
| 5     | Pia Tajnikar       | Slowenien                    | 11,88    |
| 6     | Pauline Kwalea     | Salomonen                    | 13,67    |
| 7     | Beatriz Mangue     | Äquatorialguinea             | 14,03    |

## Viertelfinale
Aus den vier Viertelfinalläufen qualifizierten sich die jeweils ersten drei Athletinnen – hellblau unterlegt – sowie die darüber hinaus vier zeitschnellsten Läuferinnen – hellgrün unterlegt – für das Halbfinale.

### Viertelfinallauf 1
16. August 2009, 18:35 Uhr
Wind: −0,3 m/s
| Platz | Name                | Nation              | Zeit (s) |
| ----- | ------------------- | ------------------- | -------- |
| 1     | Kerron Stewart      | Jamaika             | 10,92    |
| 2     | Chandra Sturrup     | Bahamas             | 11,06    |
| 3     | Semoy Hackett       | Trinidad und Tobago | 11,37    |
| 4     | Goʻzal Xubbiyeva    | Usbekistan          | 11,43    |
| 5     | Ezinne Okparaebo    | Norwegen            | 11,44    |
| 6     | Jewgenija Poljakowa | Russland            | 11,52    |
| 7     | Iwet Lalowa         | Bulgarien           | 11,54    |
| 8     | Yomara Hinestroza   | Kolumbien           | 11,76    |

Im ersten Viertelfinale ausgeschiedene Sprinterinnen:

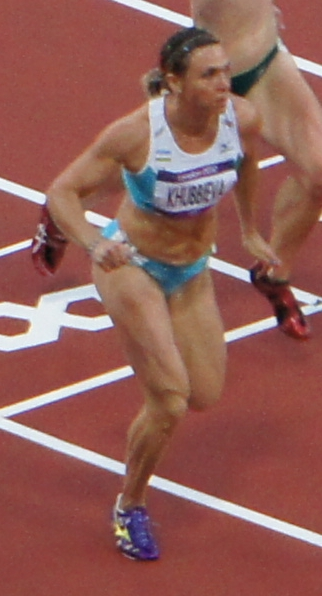
Guzel Khubbiyeva Rang vier in 11,43 s
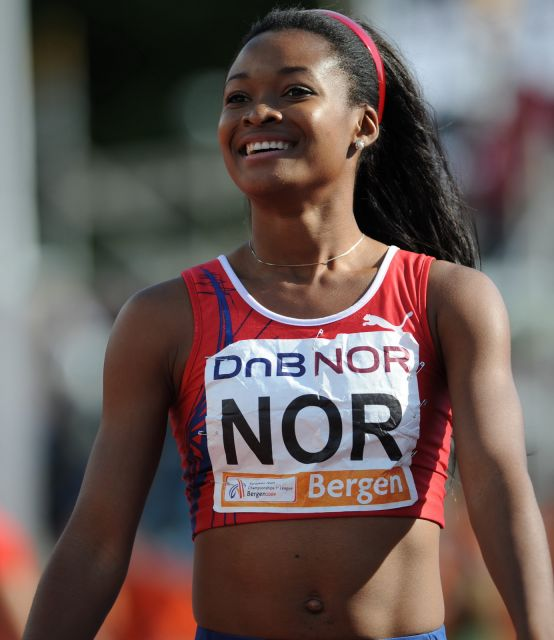
Ezinne Okparaebo Rang fünf in 11,44 s
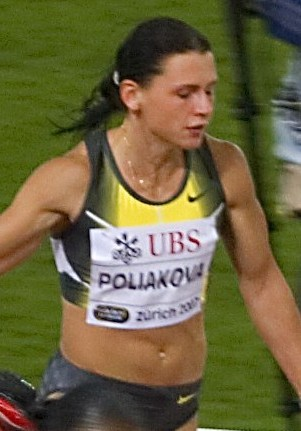
Jewgenija Poljakowa Rang sechs in 11,54 s
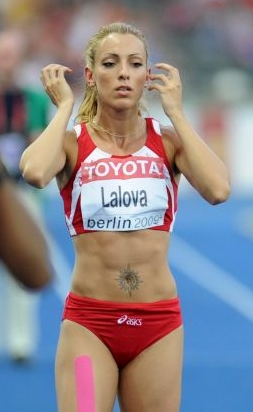
Iwet Lalowa Rang sieben in 11,76 s

### Viertelfinallauf 2

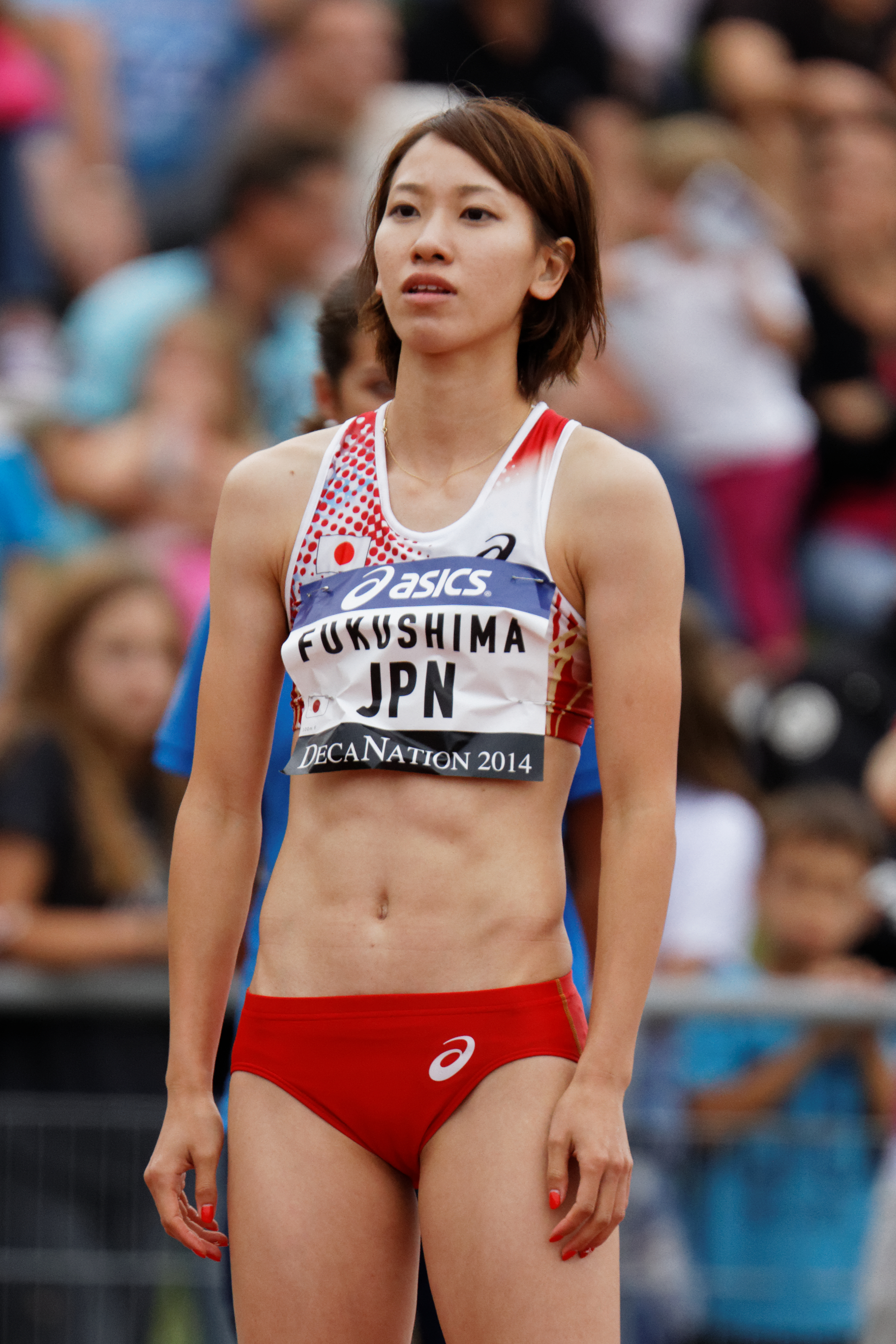
Chisato Fukushima – ausgeschieden als Siebte in 11,43 s
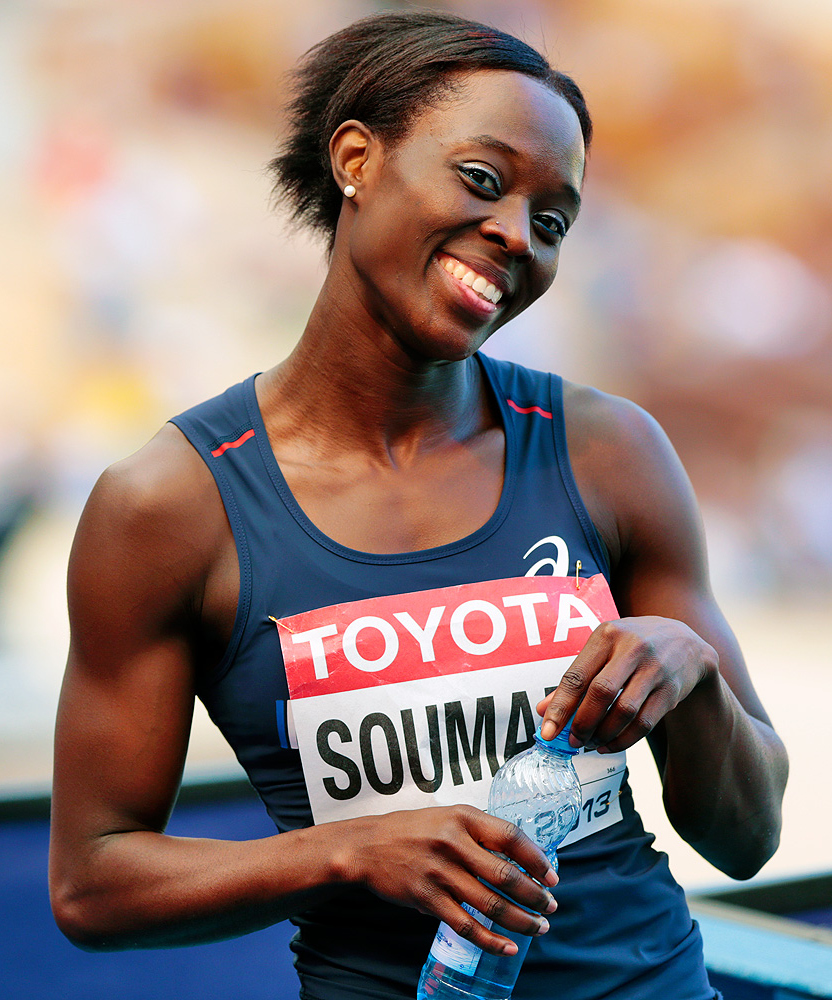
Myriam Soumaré – ausgeschieden als Achte in 11,45 s

16. August 2009, 18:42 Uhr
Wind: +0,8 m/s
| Platz | Name              | Nation                   | Zeit (s) |
| ----- | ----------------- | ------------------------ | -------- |
| 1     | Lauryn Williams   | USA                      | 11,06    |
| 2     | Aleen Bailey      | Jamaika                  | 11,12    |
| 3     | Tahesia Harrigan  | Britische Jungferninseln | 11,21    |
| 4     | Vida Anim         | Ghana                    | 11,34    |
| 5     | Eleni Artymata    | Zypern                   | 11,37    |
| 6     | Ayanna Hutchinson | Trinidad und Tobago      | 11,40    |
| 7     | Chisato Fukushima | Japan                    | 11,43    |
| 8     | Myriam Soumaré    | Frankreich               | 11,45    |

### Viertelfinallauf 3

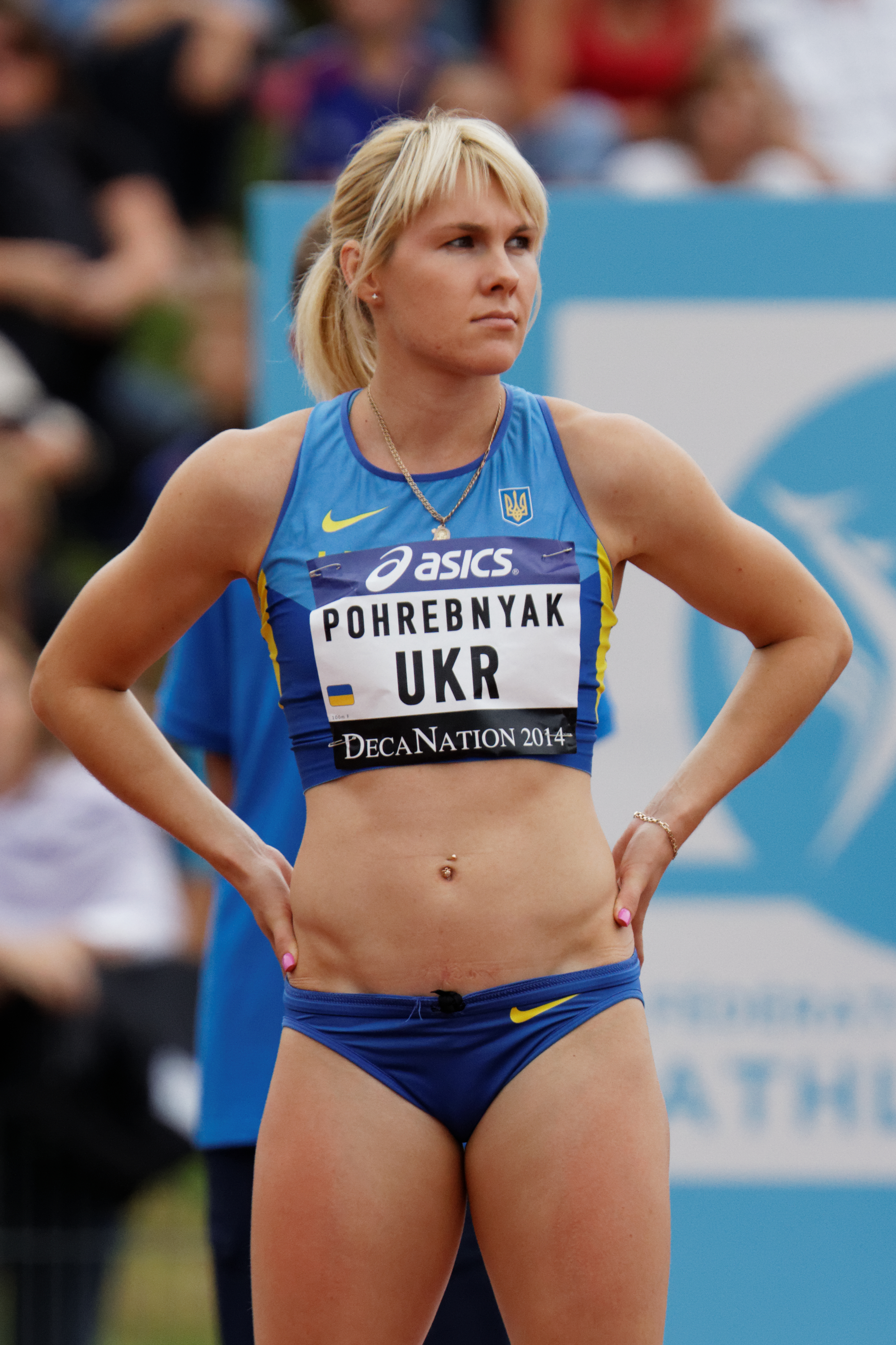
Natalija Pohrebnjak – ausgeschieden als Sechste in 11,49 s
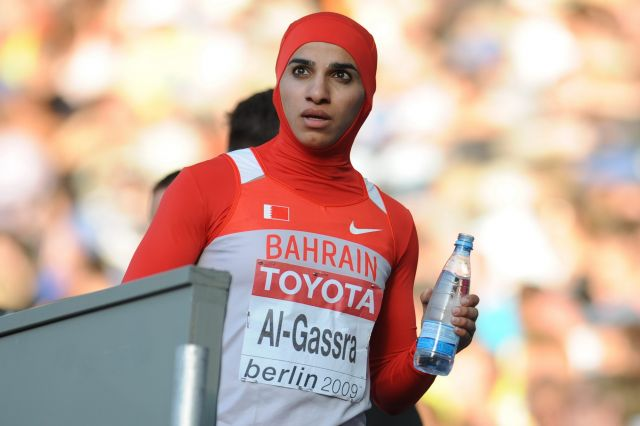
Dopingsünderin Ruqaya Al Ghasra

16. August 2009, 18:49 Uhr
Wind: +0,1 m/s
| Platz | Name                     | Nation      | Zeit (s) |
| ----- | ------------------------ | ----------- | -------- |
| 1     | Veronica Campbell-Brown  | Jamaika     | 10,99    |
| 2     | Debbie Ferguson-McKenzie | Bahamas     | 11,08    |
| 3     | Muna Lee                 | USA         | 11,13    |
| 4     | Verena Sailer            | Deutschland | 11,26    |
| 5     | Anna Geflikh             | Russland    | 11,46    |
| 6     | Natalija Pohrebnjak      | Ukraine     | 11,49    |
| 7     | Sónia Tavares            | Portugal    | 11,55    |
| DOP   | Ruqaya Al Ghasra         | Bahrain     |          |

### Viertelfinallauf 4
16. August 2009, 18:56 Uhr
Wind: −0,4 m/s
| Platz | Name                       | Nation              | Zeit (s) |
| ----- | -------------------------- | ------------------- | -------- |
| 1     | Carmelita Jeter            | USA                 | 10,94    |
| 2     | Shelly-Ann Fraser          | Jamaika             | 11,02    |
| 3     | Kelly-Ann Baptiste         | Trinidad und Tobago | 11,05    |
| 4     | Lucimar Aparecida de Moura | Brasilien           | 11,44    |
| 5     | Virgil Hodge               | St. Kitts und Nevis | 11,51    |
| 6     | Oludamola Osayomi          | Nigeria             | 11,55    |
| 7     | Sheniqua Ferguson          | Bahamas             | 11,59    |
| 8     | Marion Wagner              | Deutschland         | 11,64    |

Im vierten Viertelfinale ausgeschiedene Sprinterinnen:

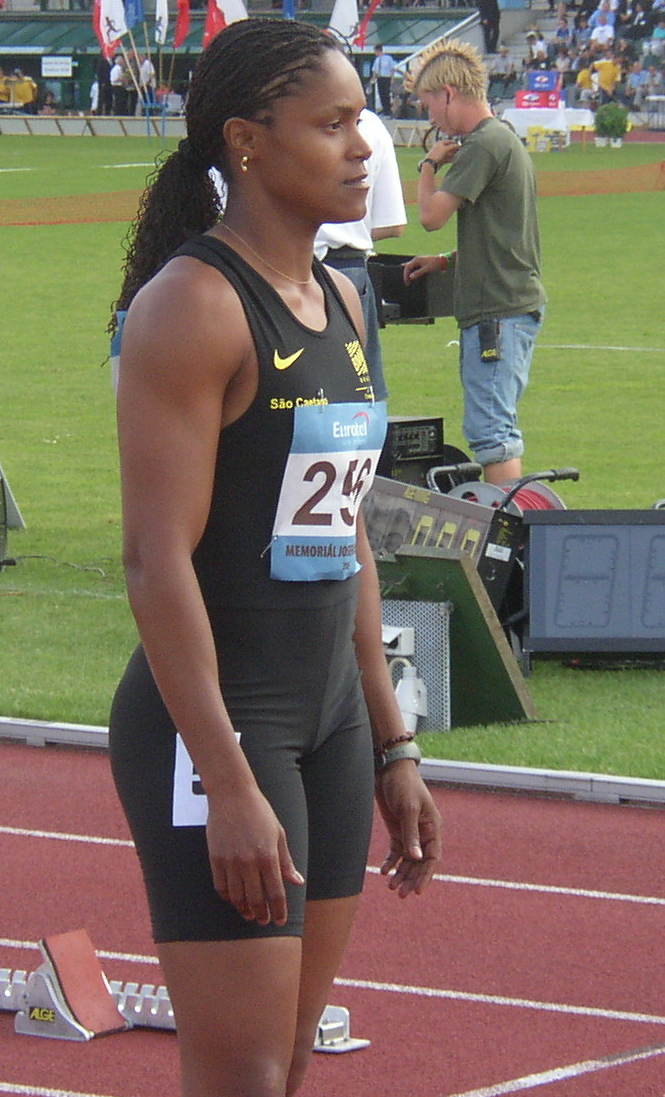
Lucimar Aparecida de Moura Rang vier in 11,44 s
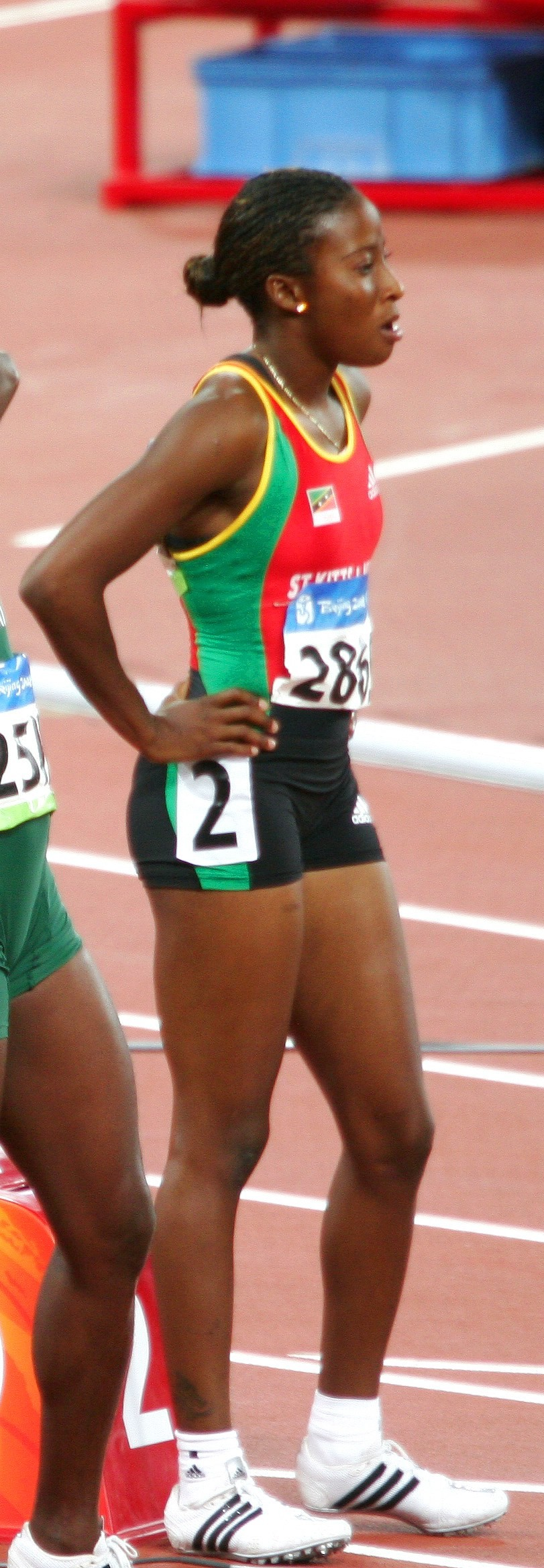
Virgil Hodge Rang fünf in 11,51 s
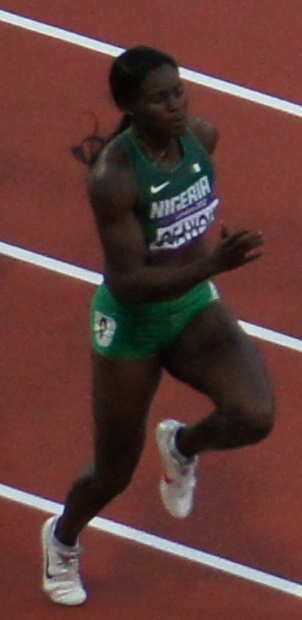
Oludamola Osayomi Rang sechs in 11,55 s
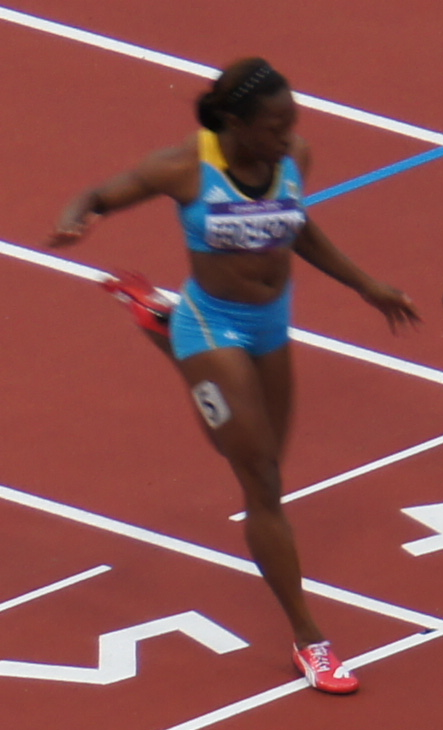
Sheniqua Ferguson Rang sieben in 11,59 s
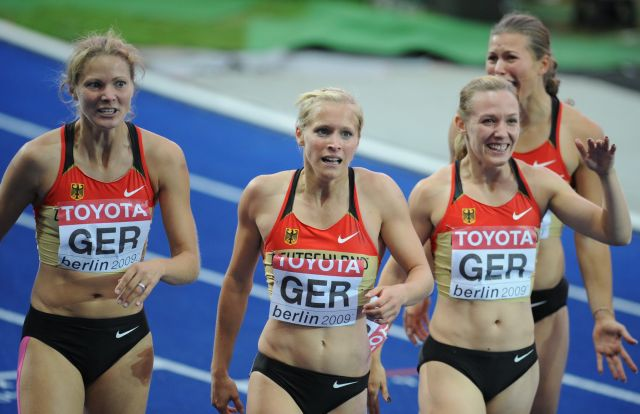
Marion Wagner (ganz links) Rang acht in 11,64 s

## Halbfinale
Aus den beiden Halbfinalläufen qualifizierten sich die jeweils ersten vier Athletinnen – hellblau unterlegt – für das Finale.

### Halbfinallauf 1

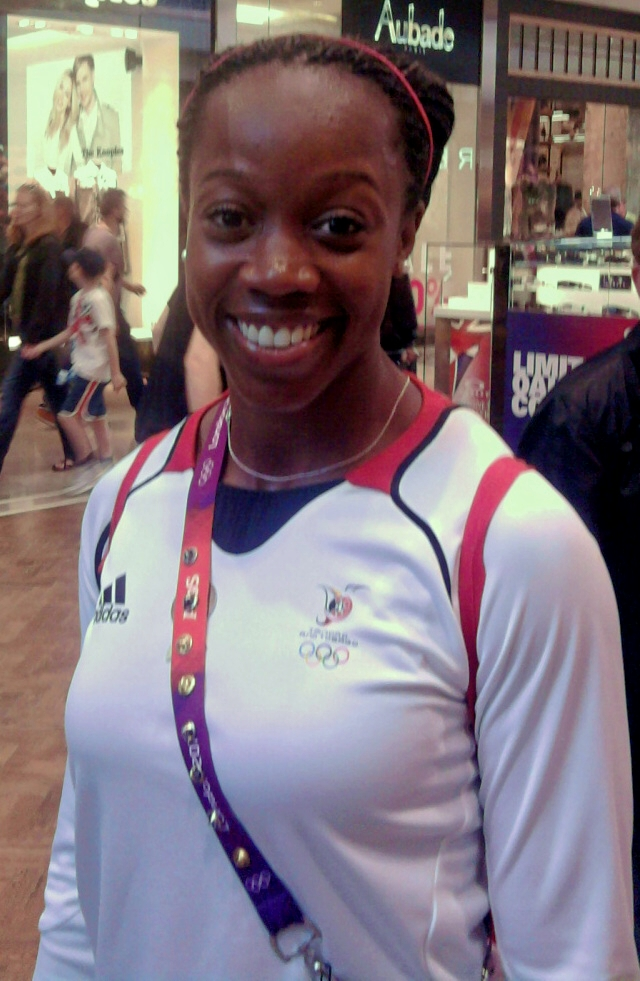
Kelly-Ann Baptiste – ausgeschieden als Fünfte in 11,07 s
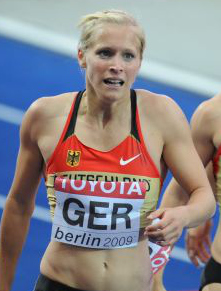
Verena Sailer – ausgeschieden als Sechste in 11,24 s
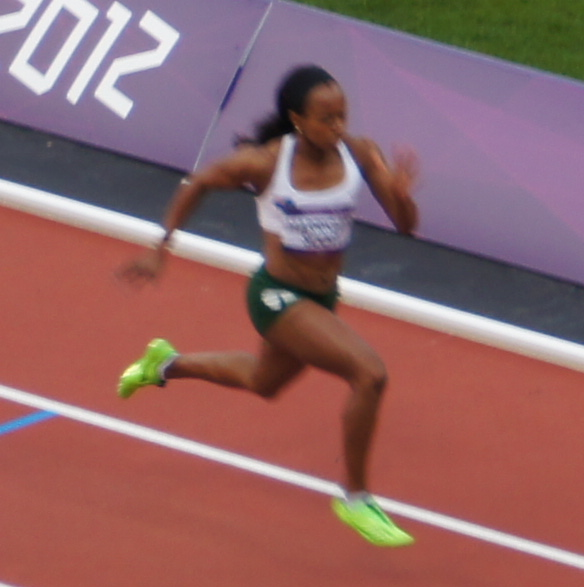
Tahesia Harrigan – ausgeschieden als Siebte in 11,34 s

17. August 2009, 19:05 Uhr
Wind: −0,1 m/s
| Platz | Name                     | Nation                   | Zeit (s) |
| ----- | ------------------------ | ------------------------ | -------- |
| 1     | Shelly-Ann Fraser        | Jamaika                  | 10,79    |
| 2     | Kerron Stewart           | Jamaika                  | 10,84    |
| 3     | Lauryn Williams          | USA                      | 11,01    |
| 4     | Debbie Ferguson-McKenzie | Bahamas                  | 11,03    |
| 5     | Kelly-Ann Baptiste       | Trinidad und Tobago      | 11,07    |
| 6     | Verena Sailer            | Deutschland              | 11,24    |
| 7     | Tahesia Harrigan         | Britische Jungferninseln | 11,34    |
| 8     | Ayanna Hutchinson        | Trinidad und Tobago      | 11,58    |

### Halbfinallauf 2
17. August 2009, 19:13 Uhr
Wind: −0,1 m/s
| Platz | Name                    | Nation              | Zeit (s) |
| ----- | ----------------------- | ------------------- | -------- |
| 1     | Carmelita Jeter         | USA                 | 10,83    |
| 2     | Veronica Campbell-Brown | Jamaika             | 11,00    |
| 3     | Chandra Sturrup         | Bahamas             | 11,01    |
| 4     | Aleen Bailey            | Jamaika             | 11,16    |
| 5     | Muna Lee                | USA                 | 11,18    |
| 6     | Vida Anim               | Ghana               | 11,43    |
| 7     | Semoy Hackett           | Trinidad und Tobago | 11,45    |
| 8     | Eleni Artymata          | Zypern              | 11,49    |

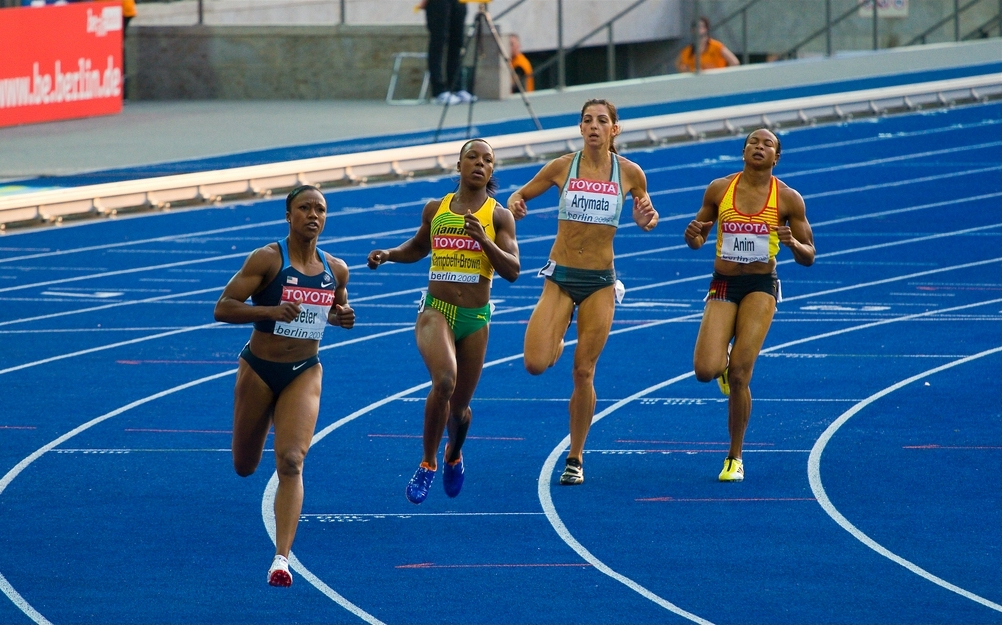
Zweites Semifinale, kurz nach dem Zieleinlauf (v. l. n. r.): Carmelita Jeter, Veronica Campbell-Brown, Eleni Artymata, Vida Anim

Im zweiten Halbfinale ausgeschiedene Sprinterinnen:

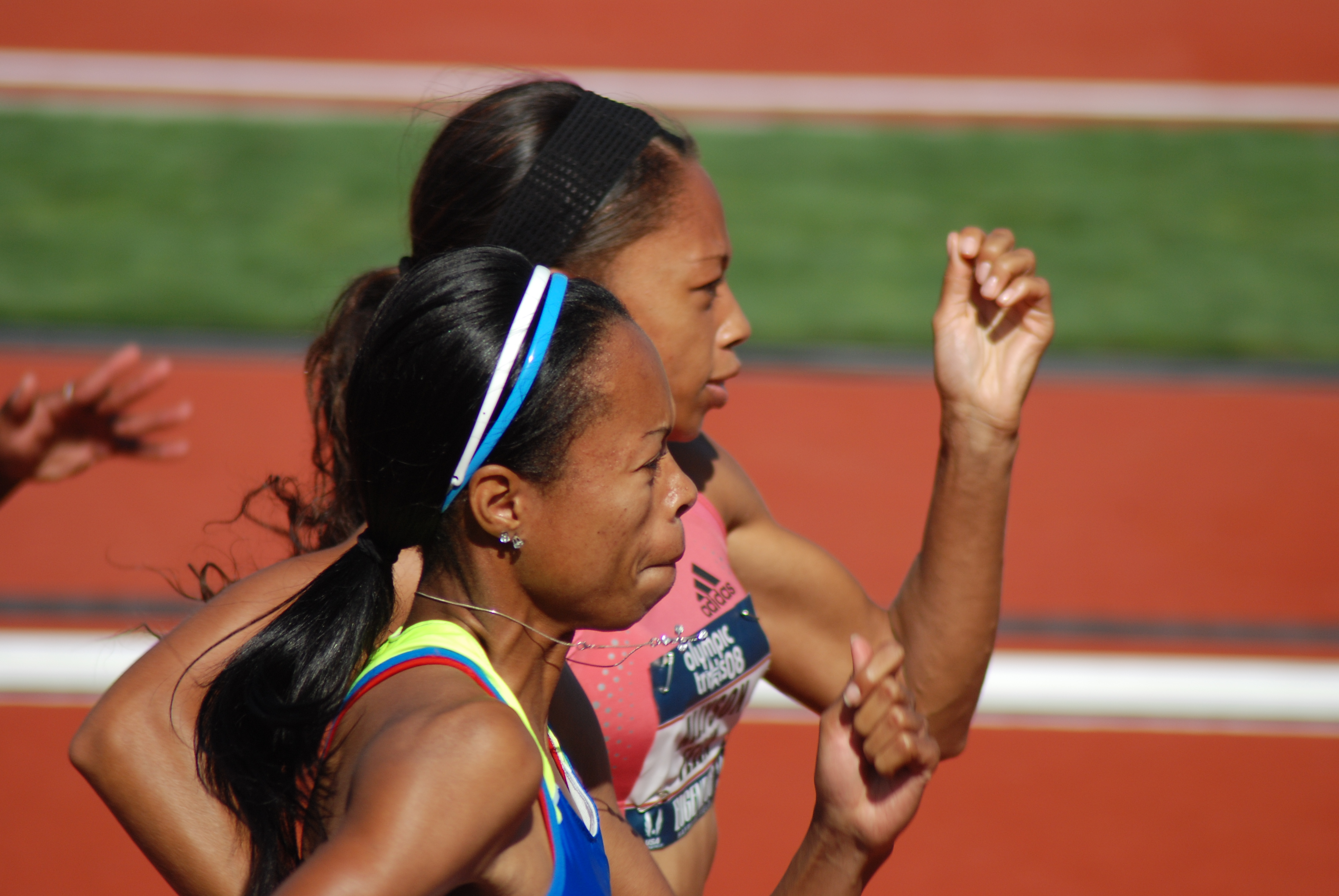
Muna Lee (Vordergrund) Rang fünf in 11,18 s
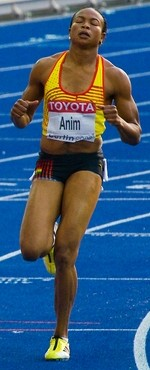
Vida Anim Rang sechs in 11,43 s
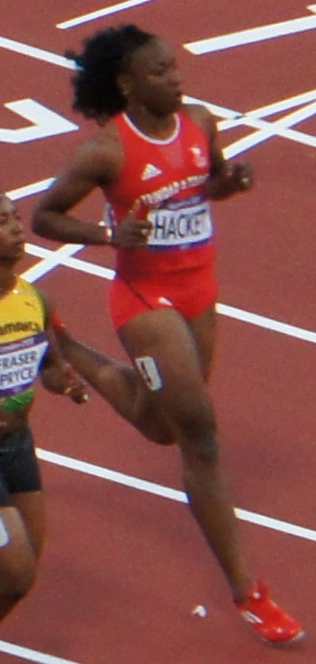
Semoy Hackett Rang sieben in 11,45 s
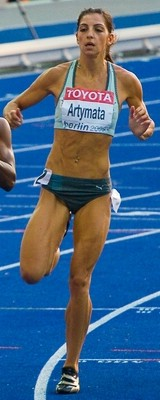
Eleni Artymata Rang acht in 11,49 s

## Finale

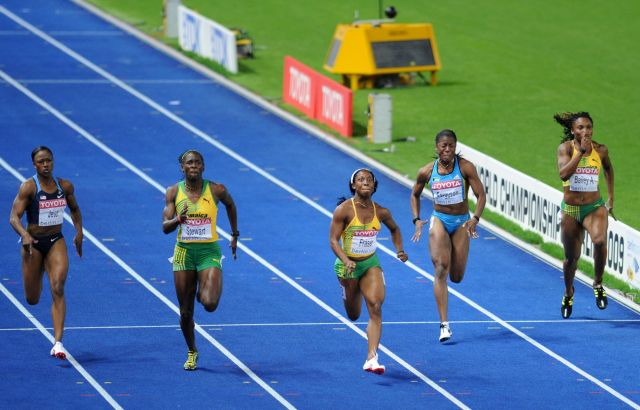
Das 100-Meter-Finale (v. l. n. r.): Carmelita Jeter, Kerron Stewart, Shelly-Ann Fraser, Debbie Ferguson, Aleen Bailey

17. August 2009, 21:35 Uhr
Wind: +0,1 m/s
| Platz | Name                     | Nation  | Zeit (s) |
| ----- | ------------------------ | ------- | -------- |
| 1     | Shelly-Ann Fraser        | Jamaika | 10,73 WL |
| 2     | Kerron Stewart           | Jamaika | 10,75    |
| 3     | Carmelita Jeter          | USA     | 10,90    |
| 4     | Veronica Campbell-Brown  | Jamaika | 10,95    |
| 5     | Lauryn Williams          | USA     | 11,01    |
| 6     | Debbie Ferguson-McKenzie | Bahamas | 11,05    |
| 7     | Chandra Sturrup          | Bahamas | 11,05    |
| 8     | Aleen Bailey             | Jamaika | 11,16    |

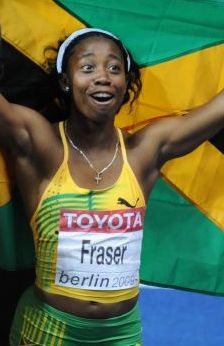
Die aktuelle Olympiasiegerin Shelly-Ann Fraser errang nach WM-Silber vor zwei Jahren ihr erstes WM-Gold, das zweite gab es hier außerdem mit der jamaikanischen 4-mal-100-Meter-Staffel
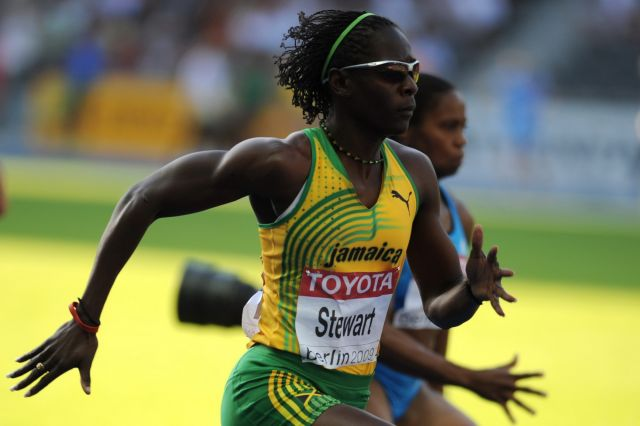
Nach Olympiasilber 2008 gab es WM-Silber für Kerron Stewart, die am vorletzten Tag wie Shelly-Ann Fraser Gold mit der Sprintstaffel errang
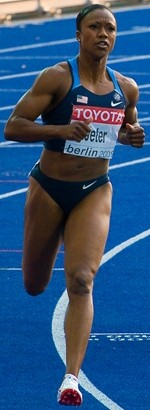
Carmelita Jeter gewann wie schon bei den Weltmeisterschaften 2007 eine Bronzemedaille
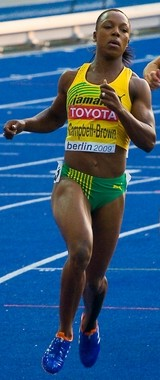
Veronica Campbell-Brown, vielfache Medaillengewinnerin bei Olympischen Spielen und Weltmeisterschaften, verpasste Bronze um fünf Hundertstelsekunden, vier Tage später errang sie Silber über 200 Meter
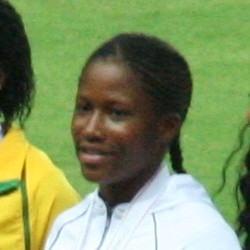
Lauryn Williams erreichte Platz fünf
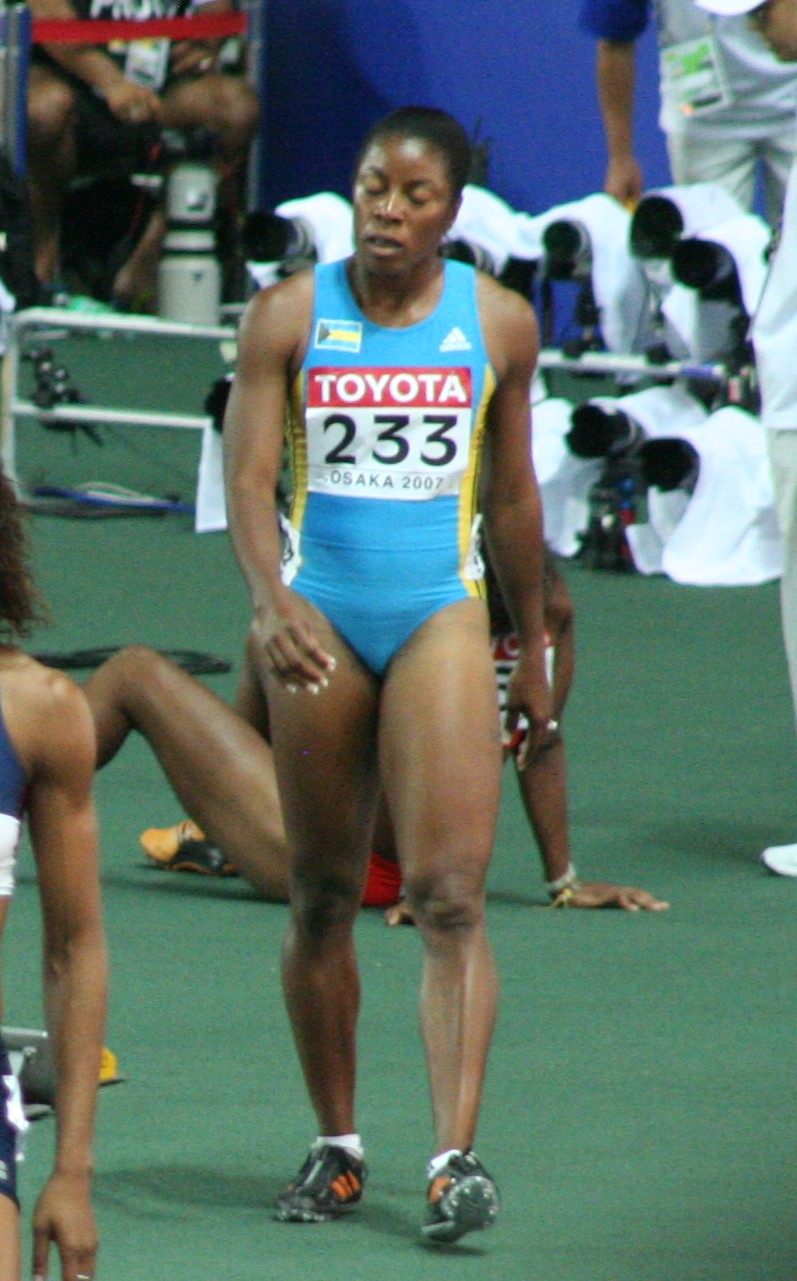
Debbie Ferguson-McKenzie, über 200 Meter und als Staffelläuferin vielfach mit Medaillen belohnt, kam auf den fünften Platz und gewann hier in Berlin noch Silber über 200 Meter
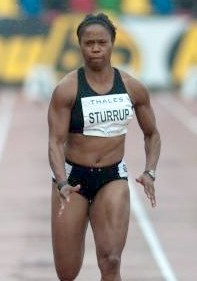
Die siebtplatzierte Chandra Sturrup war unter anderem Vizeweltmeisterin von 2001
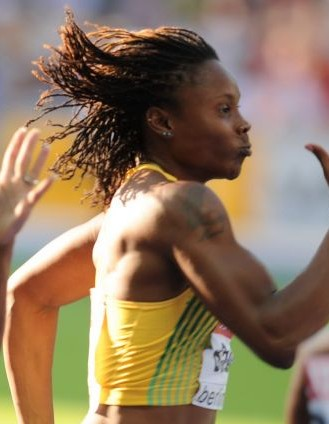
Rang acht wie auch später über 200 Meter für Aleen Bailey – sie hatte bereits einige Staffelmedaillen gewonnen und errang hier am vorletzten Tag Staffelgold mit dem jamaikanischen Team

## Video
- SHELLY-ANN FRASER of JAMAICA wins 100m Final IAAF World Championships Berlin, youtube.com, abgerufen am 30. November 2020